# Гуріелі Ніно Давидівна
Ніно Гуріелі (груз. ნინო გურიელი; (27 січня 1961) — радянська та грузинська шахістка, гросмейстер серед жінок від 1980 року, має також титул міжнародного майстра серед чоловіків від 1997 року. Має фах журналістки. Походить із грузинського князівського роду Гуріелі, і є спадкоємицею князівського престолу Гурії.
Її рейтинг станом на грудень 2015 року — 2295 (9233-е місце у світі, 91-е серед шахісток Грузії).

## Шахова кар'єра
У 1979 році Ніно Гуріелі вперше виступила у міжзональному турнірі в Аліканте, на якому досягла свого найвищого результату в цих змаганнях, посівши третє місце та вихід до турніру за олімпійською системою на першість світу серед жінок. У наступному році зустрілась у Тбілісі в першому раунді претенденток на першість світу з Ноною Гапріндашвілі, та програла їй із рахунком 3-6. У 1982—1995 роках ще 7 разів брала участь у міжзональних турнірах. У 1997 році знову виборола право участі в турнірі претенденток на жіночу шахову корону після того, як на турнірі претенденток у Гронінгені посіла 9 місце. У 2000 році брала участь у турнірі на першість світу за олімпійською системою, в якому несподівано програла представниці ПАР Марані Мейєр.
Ніно Гуріелі у 1992—2000 роках чотири рази представляла Грузію на шахових олімпіадах; тричі у 1992, 1994 та 1996 виграючи золото у командних змаганнях; а в 2000 срібну нагороду. Окрім цього, здобула індивідуальна бронзу у 1994 році на четвертій шахівниці. У 1992 році Ніно Гуріелі також здобула срібло на командному чемпіонаті Європи у 1992 році.
Найвищими досягненнями Ніно Гуріелі в індивідуальних змаганнях є 2 місце на чемпіонаті СРСР з шахів у 1981 році; та перемоги на міжнародних турнірах у Белграді у 1990 році (разом із Маргаритою Войською та Наташею Бойкович), Бидгощі у 1978 та 1979 роках, Бад-Кіссінгені у 1981 році, Сочі у 1983 році, Пловдиві у 1986 році та Камагуей у 1987 році.
Найвищого рейтингу Ніно Гуріелі досягла 1 січня 1987 року, і з результатом 2400 займала 11 місце у рейтингу ФІДЕ та 8 місце серед радянських шахісток.

## Зміни рейтингу
| На цьому місці має відображатися графік чи діаграма, однак з технічних причин його відображення наразі вимкнено. Будь ласка, не видаляйте код, який викликає це повідомлення. Розробники вже працюють для того, щоби відновити штатне функціонування цього графіка або діаграми. | |
| | На цьому місці має відображатися графік чи діаграма, однак з технічних причин його відображення наразі вимкнено. Будь ласка, не видаляйте код, який викликає це повідомлення. Розробники вже працюють для того, щоби відновити штатне функціонування цього графіка або діаграми. |